# Diphyus curtituberculatus
Diphyus curtituberculatus är en stekelart som först beskrevs av Cameron 1885.  Diphyus curtituberculatus ingår i släktet Diphyus och familjen brokparasitsteklar. Inga underarter finns listade i Catalogue of Life.